# Hymenophyllum tomentosum
Hymenophyllum tomentosum är en hinnbräkenväxtart som beskrevs av Kze. Hymenophyllum tomentosum ingår i släktet Hymenophyllum och familjen Hymenophyllaceae. Inga underarter finns listade.